# 1973年全米オープン (テニス)
1973年 全米オープン（1973ねんぜんべいオープン、US Open 1973）は、アメリカ・ニューヨーク市クイーンズ区フォレストヒルズにある「ウエストサイド・テニスクラブ」にて、1973年8月27日から9月9日にかけて開催された。

## 大会の流れ
- 男子シングルスは「128名」の選手による7回戦制で、女子シングルスは「64名」の選手による6回戦制で行われた。シード選手は男子16名、女子8名。男女とも「1回戦不戦勝」（抽選表では“Bye”と表示）はない。
- コートのサーフェス（表面）は、芝生コートで実施された。

## シード選手

### 男子シングルス
1. スタン・スミス　（ベスト4）
2. イリ・ナスターゼ　（2回戦）
3. アーサー・アッシュ　（3回戦）
4. ロッド・レーバー　（3回戦）
5. ケン・ローズウォール　（ベスト4）
6. ヤン・コデシュ　（準優勝）
7. トム・オッカー　（4回戦）
8. マニュエル・オランテス　（3回戦）
9. ジミー・コナーズ　（ベスト8）
10. ジョン・ニューカム　（優勝、6年ぶり2度目）
11. ロジャー・テーラー　（2回戦）
12. マーティー・リーセン　（2回戦）
13. トム・ゴーマン　（4回戦）
14. アドリアーノ・パナッタ　（3回戦）
15. ニコラ・ピリッチ　（ベスト8）
16. クリフ・リッチー　（4回戦）

### 女子シングルス
1. ビリー・ジーン・キング　（3回戦）
2. マーガレット・スミス・コート　（優勝、3年ぶり5度目）
3. クリス・エバート　（ベスト4）
4. イボンヌ・グーラゴング　（準優勝）
5. ケリー・メルビル　（ベスト8）
6. ロージー・カザルス　（ベスト8）
7. バージニア・ウェード　（ベスト8）
8. オルガ・モロゾワ　（3回戦）

## 大会経過

### 男子シングルス
準々決勝
- スタン・スミス vs.  オニー・パルン　6-3, 6-3, 6-2
- ヤン・コデシュ vs.  ニコラ・ピリッチ　6-2, 4-6, 6-1, 3-6, 7-5
- ケン・ローズウォール vs.  ビジャイ・アムリトラジ　6-4, 6-3, 6-3
- ジョン・ニューカム vs.  ジミー・コナーズ　6-4, 7-6, 7-6

準決勝
- ヤン・コデシュ vs.  スタン・スミス　7-5, 6-7, 1-6, 6-1, 7-5
- ジョン・ニューカム vs.  ケン・ローズウォール　6-4, 7-6, 6-3

### 女子シングルス
準々決勝
- ヘルガ・マストホフ vs.  ジュリー・ヘルドマン　6-3, 6-3
- イボンヌ・グーラゴング vs.  ケリー・メルビル　6-3, 7-5
- クリス・エバート vs.  ロージー・カザルス　6-1, 7-5
- マーガレット・スミス・コート vs.  バージニア・ウェード　7-6, 7-6

準決勝
- イボンヌ・グーラゴング vs.  ヘルガ・マストホフ　6-1, 4-6, 6-4
- マーガレット・スミス・コート vs.  クリス・エバート　7-5, 2-6, 6-2

## 決勝戦の結果
- 男子シングルス： ジョン・ニューカム vs.  ヤン・コデシュ　6-4, 1-6, 4-6, 6-2, 6-3
- 女子シングルス： マーガレット・スミス・コート vs.  イボンヌ・グーラゴング　7-6, 5-7, 6-2
- 男子ダブルス： ジョン・ニューカム＆ オーウェン・デビッドソン vs.  ロッド・レーバー＆ ケン・ローズウォール　7-5, 2-6, 7-5, 7-5
- 女子ダブルス： マーガレット・スミス・コート＆ バージニア・ウェード vs.  ビリー・ジーン・キング＆ ロージー・カザルス　3-6, 6-3, 7-5
- 混合ダブルス： オーウェン・デビッドソン＆ ビリー・ジーン・キング vs.  マーティー・リーセン＆ マーガレット・スミス・コート　6-3, 3-6, 7-6

## みどころ
- 女子シングルス優勝者のマーガレット・スミス・コート夫人が、最後の4大大会シングルス優勝を果たす。これでコート夫人の優勝記録は「24勝」（全豪オープン11勝＋全仏オープン5勝＋ウィンブルドン3勝＋全米オープン5勝＝総計24勝）となり、今なお女子歴代1位記録として残っている。コート夫人はこの大会で女子シングルス・女子ダブルス・混合ダブルスの3部門すべてに決勝進出を果たしたが、混合ダブルスのみ優勝を逃した。